# Środa Wielkopolska
Środa Wielkopolska (prononciation : [ˈɕrɔda vjɛlkɔˈpɔlska], en allemand : Schroda) est une ville de la voïvodie de Grande-Pologne et du powiat de Środa Wielkopolska.
Elle est située à environ 32 km au sud-est de Poznań, capitale de la voïvodie de Grande-Pologne.
Elle est le siège administratif de la gmina de Środa Wielkopolska et du powiat de Środa Wielkopolska.
Elle s'étend sur 17,98 km2.

## Géographie

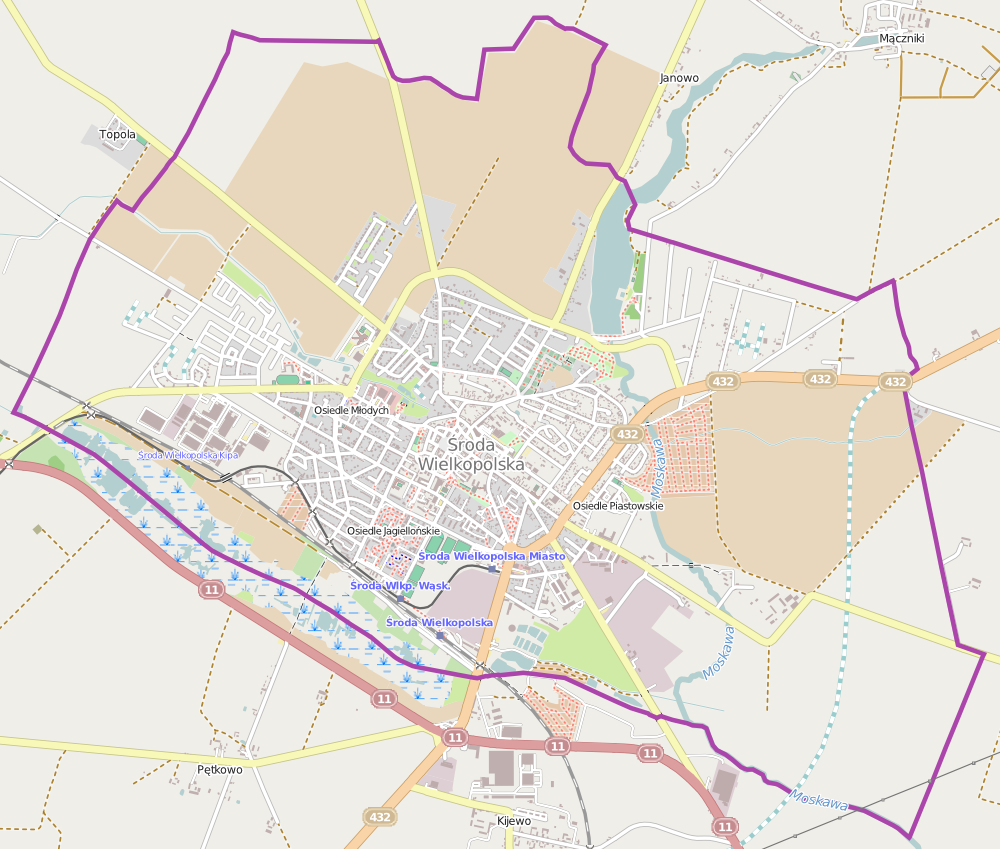
Plan de la ville.

Située au centre de la voïvodie de Grande-Pologne, au milieu de grandes plaines agricoles, la ville de Środa Wielkopolska se trouve aux bords de la rivière Moskawa (pl), qui se jette dans la Warta (un affluent important de l'Oder), quelques kilomètres au sud. Sa superficie est de 17,98 km2.
La ville est localisée à environ 32 km au sud-est de Poznań, la capitale régionale.

## Histoire
Środa Wielkopolska est une des plus anciennes villes de la Grande-Pologne  (Wielkopolska), qui est située à un carrefour de routes commerciales majeures. Środa a été fondée par le développement d'une foire qui avait sans doute lieu le mercredi (Środa en polonais, d'où le nom de la ville). La plus ancienne mention de la ville figure dans la chronique de Grande-Pologne où la localité est citée lors de l'invasion de la région par le duc de Silésie, Henri Ier le Barbu, en 1234. On peut en déduire que lors de la rédaction de la chronique (fin du XIIIe, début du XIVe siècle) Środa était déjà un bourg avec un château mais il n'y en a pas de preuves matérielles.
La ville aurait été fondée aux alentours de 1260. En 1331 elle est brûlée par les chevaliers Teutoniques. Au XVe siècle, elle était parmi les villes les plus importantes de la Grande-Pologne.
De 1454 au premier partage de la Pologne (1772), elle fut le lieu des diétines provinciales (voïvodies de Poznań, de Kalisz et plus tard de Gniezno) réunissant les représentants de la noblesse.
Centre commercial et artisanal, elle possède dès le XVIe siècle des corps de métiers qui se développent au cours de son histoire. Aujourd'hui encore les métiers sont organisés en corporations et présents lors de certaines cérémonies publiques (politiques ou religieuses). De 1815 à 1919, Schroda est le chef-lieu de l'arrondissement de Schroda (de) dans le district de Posen au sein de la province de Posnanie.
De 1975 à 1998, la ville faisait partie du territoire de la voïvodie de Poznań. Depuis 1999, la ville fait partie du territoire de la voïvodie de Grande-Pologne.

## Monuments
- l'église collégiale, construite aux XVe et XVIe siècles ;
- la place du marché, avec l'ensemble de la vieille ville aux alentours, datant du XIVe siècle ;
- la mairie, construite au XIXe siècle ;
- l'église du Sacré-Cœur, construite entre 1883 et 1888.

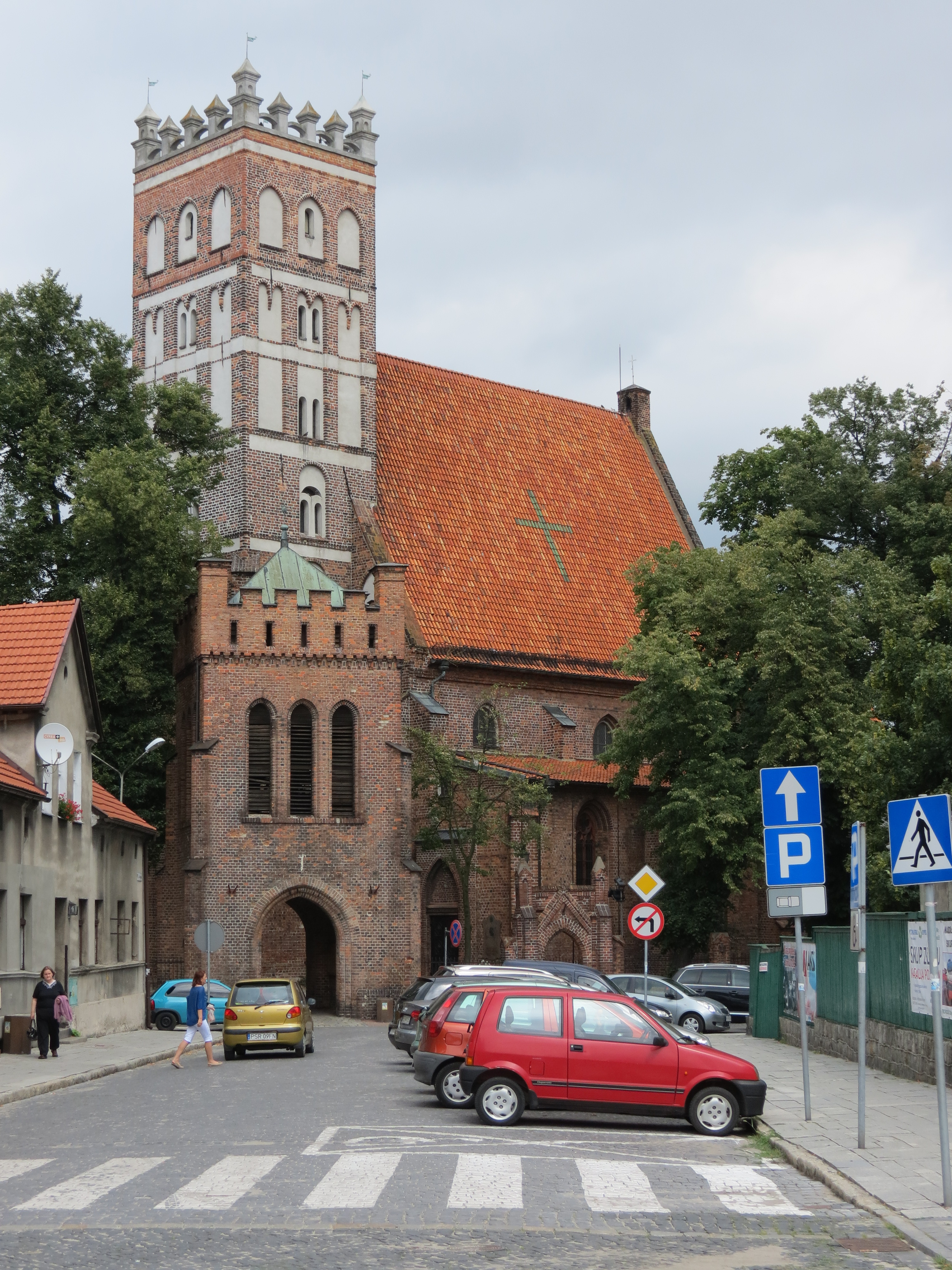
L'église collégiale.
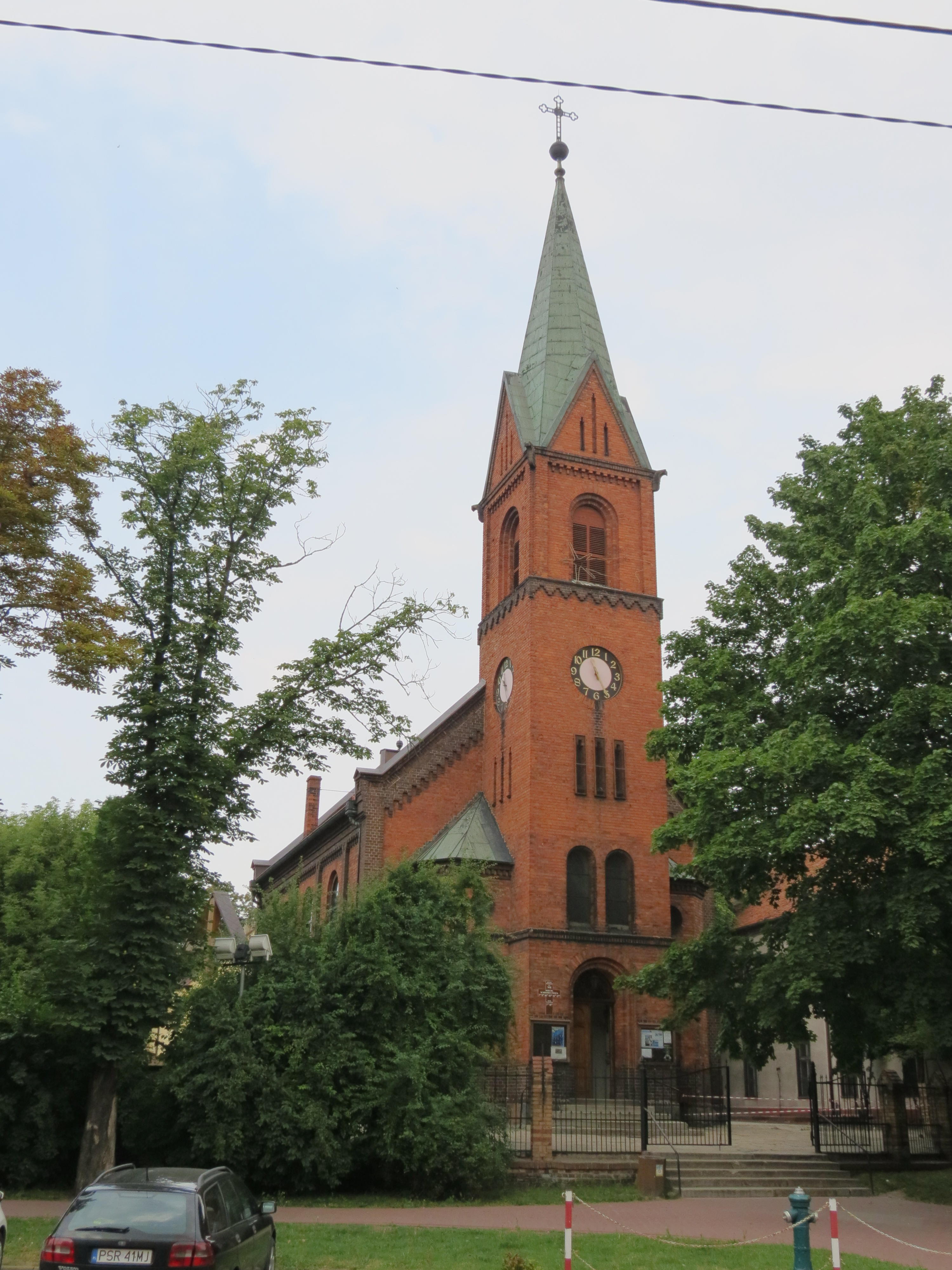
L'église du Sacré-Cœur.
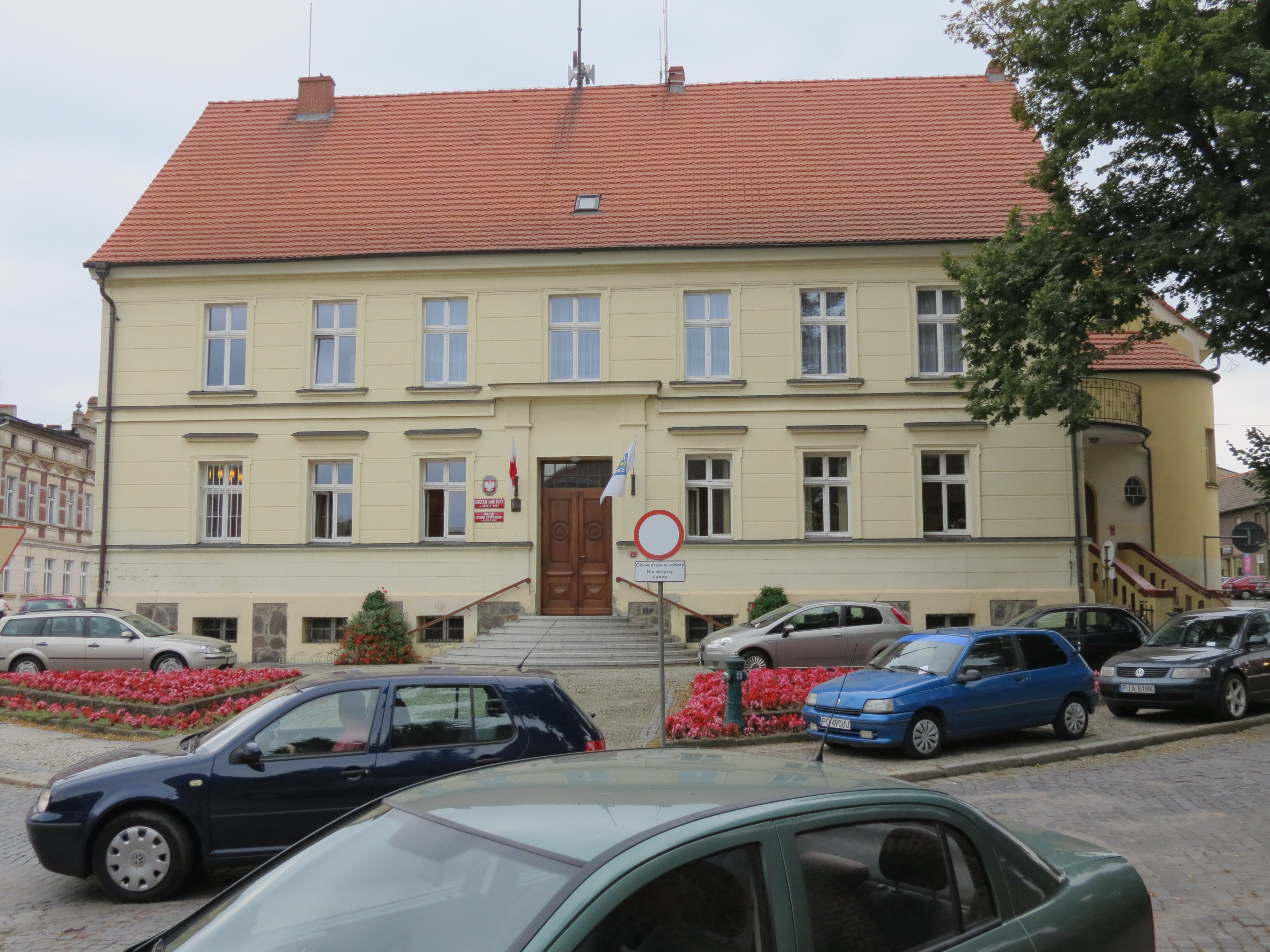
La mairie.

## Économie
Les principales activités économiques de transformation et de services se tournent vers l’agriculture comme la minoterie, l’industrie laitière, sucrière, la petite métallurgie. La proximité de la métropole régionale (Foire internationale de Poznań) est à l'origine de la création d'une bonne base hôtelière (6 établissements).
La ville possède 2 collèges et 3 lycées publics et une école supérieure socio-économique privée.
La vie associative se développe autour des arts, des sports, des échecs, de la philatélie, etc.
La bibliothèque est très fréquentée. Une fondation a été créée en 1991 pour faire connaître le passé de la Grande-Pologne et valoriser la région (le musée de Koszuty, à 3 km de la ville, siège dans un manoir du XVIIIe siècle, construit en bois de mélèze, en briques et argile).
Les Fêtes de la Moisson et celles de la Saint-Jean constituent deux temps forts d’animation de la ville.

## Voies de communication
La ville est traversée par la route nationale 11 (qui relie Koszalin à Katowice) et la route voïvodale 432 (pl) (qui relie Leszno à Września).

## Personnalités liées à la ville
- Klaus von Klitzing (né en 1943), physicien allemand ;
- Franz Mertens (1840-1927), mathématicien allemand.

## Jumelage
Vitré (France) depuis 1994
 Prostějov (Tchéquie)